# Haarzuilens
Haarzuilens est un village situé dans la commune néerlandaise d'Utrecht, dans la province d'Utrecht. Le 1er janvier 1999, le village comptait 210 habitants.

## Histoire
En 1898, le village a été démoli afin d'agrandir les jardins du Château de Haar. Seule l'église fut sauvée de la démolition. Le village fut reconstruit à quelque 2 km de là, selon la conception de l'architecte Pierre Cuypers, qui fut également responsable de la restauration du château.
La commune de Haarzuilens a été indépendante jusqu'au 1er janvier 1954. À cette date, elle fusionna avec les communes de Vleuten, Veldhuizen et Oudenrijn pour former la nouvelle commune de Vleuten-De Meern, qui a existé jusqu'en 2001.